# (3849) Incidentia
(3849) Incidentia es un asteroide perteneciente al cinturón de asteroides, descubierto el 31 de marzo de 1984 por Edward Bowell desde la Estación Anderson Mesa (condado de Coconino, cerca de Flagstaff, Arizona, Estados Unidos).

## Designación y nombre
Designado provisionalmente como 1984 FC. Fue nombrado Incidentia en honor al ingeniero estadounidense experto en energía eléctrica y ciencias de la computación y prestigioso músico Roger W. Martin, "Incidentia" es el nombre de una escuela de música gestionada por el.